# 1117 (numero)
Millecentodiciassette (1117) è il numero naturale dopo il 1116 e prima del 1118.

## Proprietà matematiche
- È un numero dispari.
- È un numero primo.
  - È un numero primo di Chen.
- È parte delle terne pitagoriche (235, 1092, 1117), (1117, 623844, 623845).